# Нурець (Більський повіт)
Нурець (Нужець, пол. Nurzec) — село в Польщі, у гміні Ботьки Більського повіту Підляського воєводства. Населення — 222 особи (2011).

## Історія
Вперше згадується 1577 року. Належало до маєтку Дубно ботьківських володінь Сопігів.
У 1975—1998 роках село належало до Білостоцького воєводства.

## Демографія
Демографічна структура станом на 31 березня 2011 року:
|          | Загалом | Допрацездатний вік | Працездатний вік | Постпрацездатний вік |
| -------- | ------- | ------------------ | ---------------- | -------------------- |
| Чоловіки | 121     | 9                  | 70               | 42                   |
| Жінки    | 101     | 11                 | 26               | 64                   |
| Разом    | 222     | 20                 | 96               | 106                  |

У 1929 році в селі мешкало 30 родин.